# Ramón Nomar
Ramón Nomar (Caracas, 9 de gener de 1974) és un actor pornogràfic veneçolà-espanyol. Va començar la seva carrera pornogràfica cap als 23 anys d'edat, i ha treballat amb productors de pel·lícules pornogràfiques Reality Kings, Brazzers i New Sensation.
Nomar va fer el seu primer debut al hardcore amb el director italià Luca Damiano, que va organitzar un càsting al Festival Internacional de Cinema Eròtic de Barcelona. Nomar finalment va entrar tant a la indústria europea com a la nord-americana. És un dels actors més populars de la indústria del porno. En el passat ha afirmat que sempre havia estat a favor de les funcions ben escrites a diferència de la pornografia gonzo, encara que no tenia cap objecció a aparèixer en pel·lícules de cap dels dos estils.

## Primers anys
Nomar va néixer a Caracas, Veneçuela, on va passar els primers anys de la seva vida. La seva família aviat es va traslladar a Barcelona i ell va créixer a La Corunya. Era un nen inquiet i creatiu, va construir ell mateix la seva primera bicicleta, buscant peces en diversos dipòsits de ferralla. Des de ben petit va mostrar reticència a aprendre. La primera vegada que va veure la pornografia va ser a l'escola secundària. Als 16 anys, volia convertir-se en actor porno i estava fascinat per les pel·lícules de Rocco Siffredi. Va començar a treballar al departament d'actes de la Corunya, on va penjar cartells al carrer. També va treballar de cambrer. Va completar el servei militar de nou mesos a la Marina a les illes Canàries. L'any 1994, als 21 anys, va començar a treballar en un sex-shop local, on, a més de dirigir la botiga, també va dirigir un peep-show durant un any.

## Carrera

### Inicis
El setembre de 1995, Nomar va viatjar a Barcelona per al Festival Internacional de Cinema Eròtic, on, als 23 anys, va guanyar un càsting organitzat pel director italià Luca Damiano. Els participants havien de tenir relacions sexuals en un escenari del Poble Espanyol davant d'un públic d'uns 2.000 espectadors. Dues setmanes més tard, va fer la seva primera pel·lícula amb Luca Damiano: Cindy with Selen. Poc després, va protagonitzar la producció de José María Ponce Showgirls in Madrid (IFG, 1996) com Guanche al costat de Nina Hartley (Julie Adams), Max Cortés (Chino), Toni Ribas (Toni Navarro) i Hakan Serbes (Michel).
Al començament de la seva carrera, Nomar era conegut simplement pel seu nom de pila Ramón o Guevara. Luca Damiano el va repartir a les seves pel·lícules pornogràfiques d'alt pressupost, inclòs el paper de Joan el Baptista a la versió pornogràfica de Salomé d'Oscar Wilde (Salomé, 1997), Fucking Instinct (1997), Il portiere di notte (1998), com Frank en una paròdia d´Els set magnífics (Rocco ei magnifici 7, 1998) i en la d´Els set samurais de 1954 (Rocco ei mercenari, 1999), amb Rocco Siffredi, en el paper del general Barras a Napoleone - Le Amanti dell'Imperatore (1998) amb Roberto Malone i en el paper de Sergey Zodomir a la versió d'Anastàsia AnaXtasia - La principessa stuprata (1998).
Durant un temps, Nomar va treballar en espectacles eròtics a la sala Bagdad de Barcelona, on artistes eròtics havien adquirit fama mundial.

### Assoliment de protagonisme a Europa
El 1998, al Festival de Cinema Eròtic de Canes, Nomar va rebre el premi Hot d'Or al millor nouvigut. El 1999 va tornar a Canes per atorgar un premi a la trajectòria per Hustler a Larry Flynt. Va participar en sessions de fotos, sovint amb Andrea Moranty i Toni Ribas. També va aparèixer a les pel·lícules Anita Dark Forever (1999) amb Anita Dark, Gothix (2000) amb Chipy Marlow i Nosferatu (2002) amb Melinda Gale.
En dues ocasions va ser distingit amb el Premi Ninfa en la categoria "Millor actor espanyol"al Festival Internacional de Cinema Eròtic de Barcelona; l'any 2004 pel paper del llegendari heroi de la lluita lliure espanyola "El Diablo" a la pel·lícula de Sandra Uve The Sexual Code (616 DF: El diablo español vs. Las luchadoras del este, 2004) i el 2006 pel paper del guardaboscos Miguel a la pel·lícula de Pepe Catman Mantis: O Bosque do Tesão (2006) protagonitzada per Roberto Chivas i Max Cortés. Narcís Bosch el va contractar per produir IFG com Lágrimas de esperma (2001), Sex Meat (2001), Mundo salvaje de Max (2001), Ruta 69 (2001), Kryminalne tango (Crazy Bullets, 2003), Hot Rats (2003), Café diablo (2006) i El escándalo de la princesa del pueblo (2011). Després d'aparèixer al costat de Mick Blue a la producció espanyola de Razorback (The Gift, 2006), va ser guardonat amb l'estatueta de Ninfa a la millor pel·lícula espanyola i al millor guió espanyol (Roberto Valtueña), i va col·laborar amb estudis com Vídeo Marc Dorcel, Mario Salieri Entertainment Group i Private Media Group.
Nomar va participar en la pel·lícula porno feminista Five Hot Stories for Her (2007), pel qual la directora Erika Lust va rebre un premi al Festival Internacional de Cinema Eròtic de Barcelona de 2005.Al drama Wasteland (2012) va aparèixer a l'escena del club.
De l'1 al 4 d'octubre de 2015 va participar en un saló eròtic a Barcelona amb artistes com Nacho Vidal, Steve Holmes, Erica Fontes, Tiffany Doll, Franceska Jaimes i Carolina Abril. El juny de 2018 va guanyar el rànquing del web espanyol 20minutos.es Guapo (letra R), superant homes famosos com Rubén Cortada, Ryan Reynolds, Ryan Kelley, Ryan Guzman, Ricky Martin i Robert Lewandowski.
Del 9 a l'11 de juny de 2017 va participar a El Salón Erótico de Madrid (SEMAD) a Madrid juntament amb Silvia Rubí, Amirah Adara, Erica Fontes, Nacho Vidal i Carolina Abril.
El 8 d'octubre de 2017, a la 25a edició del Festival Internacional de Cinema Eròtic de Barcelona, Nomar va rebre el guardó en la categoria "Millor actor internacional Saló Eròtic de Barcelona (SEB)" amb una samarreta amb la inscripció Abuso sexual infantil: STOP protestant contra la pedofília.
El desembre de 2017 va ser novè en el rànquing Mis Actores Porno Favoritos, anunciat pel portal espanyol 20minutos.es.
El maig de 2019, al pub eròtic The Secret Garden de Medellín, Colòmbia, Nomar va realitzar tallers sobre la indústria del cinema per a adults, organitzats per l'experiodista Amaranta Hank.
La carrera de Nomar va continuar a Evil Angel, apareixent en diverses produccions: Rocco Never Dies - The End (1998) dirigida per Rocco Siffredi, una pel·lícula dirigida a la pornografia gonzo; Christoph Clark - Christoph's Beautiful Girls 4 (2002) en una escena de grup, Euro Angels Hardball 17: Anal Savants en una escena de gang bang amb Sandra Romain, Beautiful Girls 4 (2002) i Euro Angels Hardball 17: Anal Savants (2002) i Kink productions.com - en escenes sadomasoquistes com ara submissió, gola profunda, rimming, ejaculació femenina, fisting anal i vaginal, gang bang, bukkake, escopir i bufetades.

### Transició als Estats Units
Després de treballar dotze anys a Europa, el desembre de 2010, a causa de la difícil situació econòmica a Espanya, Nomar es va traslladar a Los Angeles. Va començar a viatjar amb el seu amic Nacho Vidal a Califòrnia, on va participar en produccions de gonzo com ara Slutty & Sluttier 12 (2010) de Manuel Ferrara o Belladonna: Manhandled 4 (2011) amb Belladonna, i també va col·laborar amb marques americanes com Wicked Pictures, Reality Kings, New Sensations, Digital Playground, Evil Angel, Brazzers, Hard X, Kink, Porndoe Premium o Elegant Angel.
A causa de l'accent espanyol de Nomar, el director Jordan Septo el va situar en el paper del protagonista principal Zorro, creat per l'escriptor Johnston McCulley, que es basava en la figura de l'històric proscrit californio Joaquín Murrieta a la seva paròdia porno Zorro XXX: A Pleasure Dynasty Parody (2012). El repartiment també incloïa Tommy Gunn (Don Rafael), Lacie James (Teresa), Gracie Glam (Elena), Vicki Chase (Lolita), Tasha Reign (Teresa), Jynx Maze (Selena), Brooklyn Lee (Maria), Tom Byron (Don Diego) i Alec Knight (Captain Love). La pel·lícula va guanyar el Premi NightMoves a la millor paròdia-drama i fou nominada als Premis AVN i als Premis XBIZ.
Joanna Angel el va triar per al paper del monstre a Fuckenstein (2012) al pastitx de Burning Angel, pel qual va ser nominat a un Premi AVN Premi en la categoria "Millor escena sexual de doble penetració" amb James Deen i Joanna Angel. La pel·lícula va rebre el premi Industry AltPorn en la categoria "Millor vídeo de llargmetratge". També va actuar com a veí a la paròdia del manga shōnen Naruto de Masashi Kishimoto, Comic Book Freaks and Cosplay Geeks (2015), dirigida per Joanna Angel amb Annie Cruz i Wolf Hudson. En una paròdia de l'obra de teatre d'Arthur Miller Les Bruixes de Salem (The Crucible: Parody Gangbang, 2016), dirigida per Maitresse Madeline Marlowe, va interpretar el personatge d'un clergue.
El 23 de gener de 2016 a l'Hard Rock Hotel & Casino de Las Vegas, va ser nominat a nou premis AVN en les categories: Estrella porno preferida, Millor escena de sexe de nois/noies, Millor escena de sexe de doble penetració, Millor grup d'escena. sexe, Intèrpret de l'any i l'escena de sexe més escandalosa. Els seus companys de pantalla preferits eren Adriana Chechik, Bonnie Rotten i Dani Daniels.
Va ser nomenat sisè a la llista "Pornstars 2017" d'Adult Entertainment Broadcast Network,el 8è a "Summer 2019 Pornstars" d’AEBN i va entrar als "Golden Three" de la llista "2020 Pornstars" d'AEBN.
Nomar va ser una de les estrelles de TheUpperFloor Evil & Hot Halloween Orgy (2017), que va ser nominada al Premi AltPorn al Millor Vídeo Gonzo. També va aparèixer a les paròdies porno d'Axel Braun: Deadpool (2018) com Punisher, Captain Marvel (2019) com Chrell i Black Widow (2021) com Taskmaster.A Evil Tiki Babes (2020) de Joanna Angel, que va guanyar el Premi AVN al millor guió, al hor que interpretava el cambrer al Club Cannibal Cult.
El 2020, Nomar va presentar les seves pel·lícules a la xarxa social OnlyFans, aconseguint un gran nombre de subscriptors, va protagonitzar al costat de Rebel Lynn la producció d'A Little R&R with Rebel & Ramon El 15 de gener de 2021, va ser homenatjat als Xbiz Awards 2021 a Los Angeles en la categoria "Artista de l'any". Va participar per primera vegada en una escena transexual a la producció d’Evil Angel Aubrey Kate Is Ramon Nomar's Nomar's First TS (2021), que va codirigir amb Chris Streams. El 2021 va fer el seu debut com a director a la producció de Evil Angel TransInternational: Los Angeles amb Wolf Hudson i Joanna Angel, després va dirigir TransInternationalTrans International Las Vegas, protagonitzada per Pierce Paris.

## Altres treballs
A partir dels setze anys, es va apassionar pels esports aquàtics com el surf i la pesca submarina, va utilitzar els seus estalvis per a l'entrenament de surf, i va participar en competicions de surf.
Nomar va completar un curs d'actuació a l'Stella Adler School de Los Angeles. Les seves fotos van aparèixer a la revista femenina nord-americana Playgirl, l'agost de 1999 per a Suze Randall i el novembre de 2000.
El 2 de març de 2015, a The Hollywood Roosevelt Hotel a Hollywood Boulevard, Hollywood, va ser l'estrella durant la promoció del llibre autobiogràfic de Patricia Velásquez Straight Walk: A Supermodel's Journey To Finding Her Truth. L'11 d'octubre de 2016, es va publicar el llibre Future Sex d'Emily Witt, en el qual també s'esmenta.
A la comèdia Original Sin (2018) actua com un reporter de noticiari.

## Vida personal
Nomar va mantenir una relació amb l'actriu porno hongaresa Rita Faltoyano. Es va casar amb l'actriu porno estatunidenca Madelyn Marie, de la que posteriorment es va separar. També va ser assetjat sexualment.
L'11 de gener de 2017, Nomar, juntament amb el director de cinema porno Tony T., van presentar una demanda al Tribunal Suprem de Los Angeles per difamació relacionada amb les acusacions de l'estrella porno Nikki Benz, que el 20 de desembre de 2016 va anunciar a través de les xarxes socials que després de la sessió Brazzers sessió sobre Nikki Goes Bananas i l'escena de sexe (des del 19 de desembre) va ser agredida sexualment. Tony T. i Nomar mantenen que les acusacions són falses.

## Premis
- 1998 Hot d'Or – Millor nou actor
- 2004 Premis Ninfa – Millor actor espanyol (616DF - El Diablo español vs las luchadoras del este)[85]
- 2006 Premis Ninfa – Millor actor espanyol (Mantis)[86]
- 2012 Premis AVN – Millor escena de sexe en grup (Asa Akira Is Insatiable 2) amb Asa Akira, Erik Everhard, Toni Ribas, Danny Mountain, Jon Jon, Broc Adams & John Strong[87][88]
- 2013 Premis AVN – Millor escena de doble penetració (Asa Akira Is Insatiable 3) amb Asa Akira & Mick Blue[89]
- 2013 Premis AVN – millor escena de sexe en grup (Asa Akira Is Insatiable 3) amb Asa Akira, Erik Everhard & Mick Blue[89]
- 2013 Premis AVN – Millor escena sexual de trio (B/B/G) (Lexi) amb Lexi Belle i Mick Blue[89]
- 2014 Premis AVN – Millor escena sexual de trio (B/B/G) (Anikka) amb Anikka Albrite i James Deen[90][91]
- 2015 Premis AVN – Millor escena de sexe en grup (Gangbang Me) amb A.J. Applegate, John Strong, Erik Everhard, Mr. Pete, Mick Blue, James Deen i Jon Jon[92]
- 2015 Premis AVN – Millor escena sexual de trio (B/B/G) (Allie) amb Allie Haze i Mick Blue[92]